# Campigneulles-les-Grandes
Campigneulles-les-Grandes is een gemeente in het Franse departement Pas-de-Calais (regio Hauts-de-France) en telt 274 inwoners (2006). De plaats maakt deel uit van het arrondissement Montreuil.

## Geografie
De oppervlakte van Campigneulles-les-Grandes bedraagt 5,4 km², de bevolkingsdichtheid is 51,7 inwoners per km².
De onderstaande kaart toont de ligging van Campigneulles-les-Grandes met de belangrijkste infrastructuur en aangrenzende gemeenten.

## Demografie
Onderstaande figuur toont het verloop van het inwonertal (bron: INSEE-tellingen).